# Sabrina Vega Gutiérrez
Sabrina Vega Gutiérrez (nascida em 28 de fevereiro de 1987 em Las Palmas ) é uma jogadora de xadrez espanhola que detém os títulos FIDE de Mestre Internacional (IM) e Grande Mestre Feminina (WGM).
Conquistou a medalha de prata individual na Olimpíada de Xadrez realizada em Budapeste, Hungria.

## Carreira
De 1996 a 2007, Vega participou do Campeonato Europeu de Xadrez Juvenil e do Campeonato Mundial de Xadrez Juvenil em diferentes categorias de idade. Ela cumpriu uma norma de Grande Mestre Feminino em Mondariz (2005/06), Lorce (2007) e La Massana (2007).  Vega venceu duas vezes consecutivas os torneios de xadrez de Belgrado (2013, 2014).
Vega jogou pela Espanha em dez Olimpíadas de Xadrez (2004, 2008-2018, 2022-2024). Ela ganhou a medalha de prata individual em 2024. 
Ela foi oito vezes campeã espanhola feminina, conquistando o título em 2008, 2012, 2015,  2017, 2018, 2019, 2020 e 2021.
Seus principais títulos em torneios incluem Dos Hermanas-D (2005) XXVII Torneo Open Internacional de Ajedrez El Corte Ingls 2006 46th International Ladie`s Grandmaster Tournament
Venceu seu nono campeonato espanhol feminino em dezembro de 2024.